# USS Broome (DD-210)
Za druga plovila z istim imenom glejte USS Broome.
USS Broome (DD-210) je bil rušilec razreda Clemson v sestavi Vojne mornarice Združenih držav Amerike.
Rušilec je bil poimenovan po Johnu L. Broomu.

## Zgodovina
Med drugo svetovno vojno je Broome opravljal predvsem naloge spremljanja konvojev po Atlantiku.